# Ochthebius wangmiaoi
Ochthebius wangmiaoi är en skalbaggsart som beskrevs av Manfred A. Jäch 2003. Ochthebius wangmiaoi ingår i släktet Ochthebius och familjen vattenbrynsbaggar. Inga underarter finns listade i Catalogue of Life.